# Антокольський Павло Григорович
Павло́ Григо́рович Антоко́льський (19 червня (1 липня) 1896, Петербург — 9 жовтня 1978, Москва) — російський поет і перекладач. Член КПРС з 1943. 1914 навчався на юридичному факультеті Московського університету. Був актором, режисером.

## Творча діяльність
Друкувався з 1918, перша збірка «Вірші» (1922). Ранні поезії дещо позначені книжністю, естетством. В 1930-х писав історичні поеми, але основне місце в його творчості посідає відображення радянської дійсності.
Автор талановитої поеми «Син» (1943; Сталінська премія, 1946). Відомі також поеми «Комуністичний маніфест» (1948), «В провулку за Арбатом» (1954).
Поезії Антокольського притаманні піднесенність і глибока філософічність.

## Антокольський і Україна
Переклав твори Тараса Шевченка («Назар Стодоля» — разом із Корнієм Чуковським, «Кавказ»), Лесі Українки («Ізольда Білорука», «В катакомбах»), Миколи Бажана, Леоніда Первомайського та інших.
Тарасові Шевченку присвятив статті «Золотий скарб народу» («Вісті» від 29 листопада 1938), «Дар незвичайної сили» («Соціалістична Харківщина» від 9 березня 1939), а також вірш «Киевский март» (журнал «Радуга», № 3 за 1964 рік).
Виступив 1 серпня 1943 з доповіддю на вечорі в Москві з нагоди 30-річчя від дня смерті Лесі Українки. Опублікував статтю «Леся Украинка» («Литература и искусство» від 31 липня 1943).
Твори Антокольського українською мовою перекладали Микола Бажан, Леонід Первомайський, Сава Голованівський та інші. 1957 у Києві видано «Вибрані поезії» Павла Антокольського в українських перекладах.

## Книги
- Испытание временем: Статьи. — Москва, 1945.
- Избранные сочинения. — Т. 1—2. — Москва, 1956.
- Мастерская. — Москва, 1958.
- Собрание сочинений. — Т. 1—4. — Москва, 1971—1973.